# Сакурагаока (станция)
Станция Сакурагаока (яп. 桜ヶ丘駅 сакурагаока эки) — железнодорожная станция на линии Эносима, расположенная в городе Ямато, префектуры Канагава. Станция расположена в 42,1 километра от конечной станции линий Одакю — Синдзюку. Станция была открыта 25-го ноября 1952 года. Строительство нынешнего здания станции было завершено в 1978 году.

## Планировка станции
2 пути и две платформы бокового типа.
| 1 | ■ Линия Эносима | Фудзисава,Катасэ-Эносима |
| 2 | ■ Линия Эносима | Сагами-Оно,Синдзюку      |

## Близлежащие станции
| «             |               | Линия            |               | »             |
| Линия Эносима | Линия Эносима | Линия Эносима    | Линия Эносима | Линия Эносима |
| ------------- | ------------- | ---------------- | ------------- | ------------- |
| Ямато         |               | Local (各駅停車) |               | Кодза-Сибуя   |